# The Search for John Gissing
Pour les articles homonymes, voir Gissing.
Pour plus de détails, voir Fiche technique et Distribution.
The Search For John Gissing est une comédie britannique réalisée par Mike Binder, sortie en 2001.

## Synopsis
La vie de Matthew Barnes, un homme d'affaires américain, est perturbée par l'employé britannique qu'il est censé remplacer.

## Fiche technique
- Titre : The Search For John Gissing
- Réalisation : Mike Binder
- Scénario : Mike Binder
- Production : Jack Binder, Marc Frydman, James Harbaugh, David Walker Johnson, Rod Lurie, Peter Savarino et Steve Shields
- Musique : Larry Groupé
- Photographie : Sue Gibson
- Montage : Roger Nygard
- Décors : Martyn John
- Costumes : Paul Minter
- Pays d'origine : Royaume-Uni
- Langue : anglais
- Format : Couleurs - 1,85:1 - Dolby - 35 mm
- Genre : Comédie
- Durée : 91 minutes
- Date de sortie : 2001

## Distribution
- Mike Binder : Matthew Barnes
- Tim Briggs : Employé de l'hôtel
- Allan Corduner : Francois Fuller
- Janeane Garofalo : Linda Barnes
- Frank Harper : Dexter
- Caroline Holdaway : Secrétaire de Gissing
- James Lance : Donny the Janitor
- Lee Oakes : Cousin Carl Gissing
- Angela Pleasence : Johanna Frielduct
- Alan Rickman : John Gissing
- Juliet Stevenson : Gwenyth Moore
- Owen Teale : Giles Hanagan
- Nigel Terry : Alan Jardeen
- Sonya Walger : Sœur Mary